# Ribbesbüttel

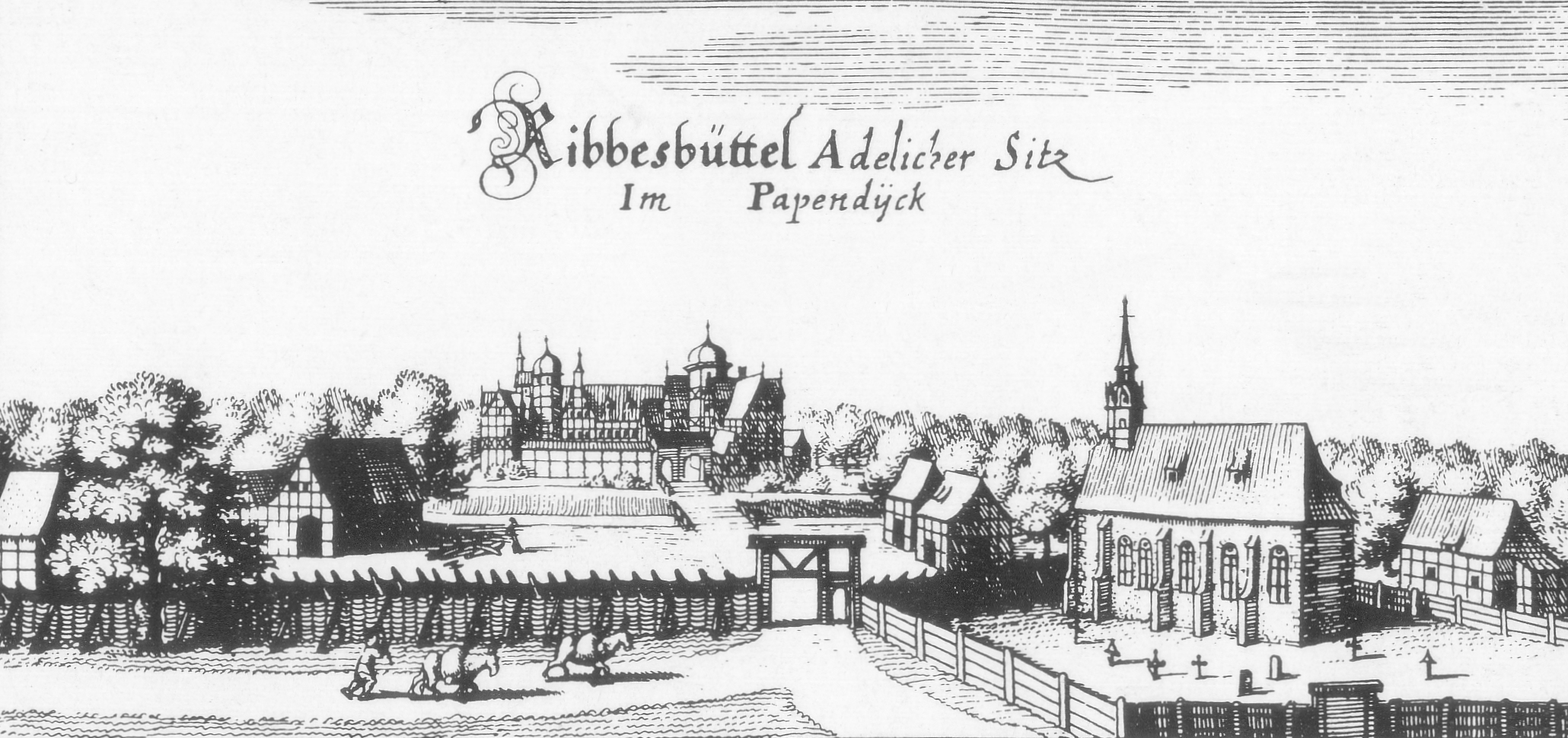
Ribbesbüttel mit der 1548 erwähnten Burg Ribbesbüttel als Merian-Stich um 1654

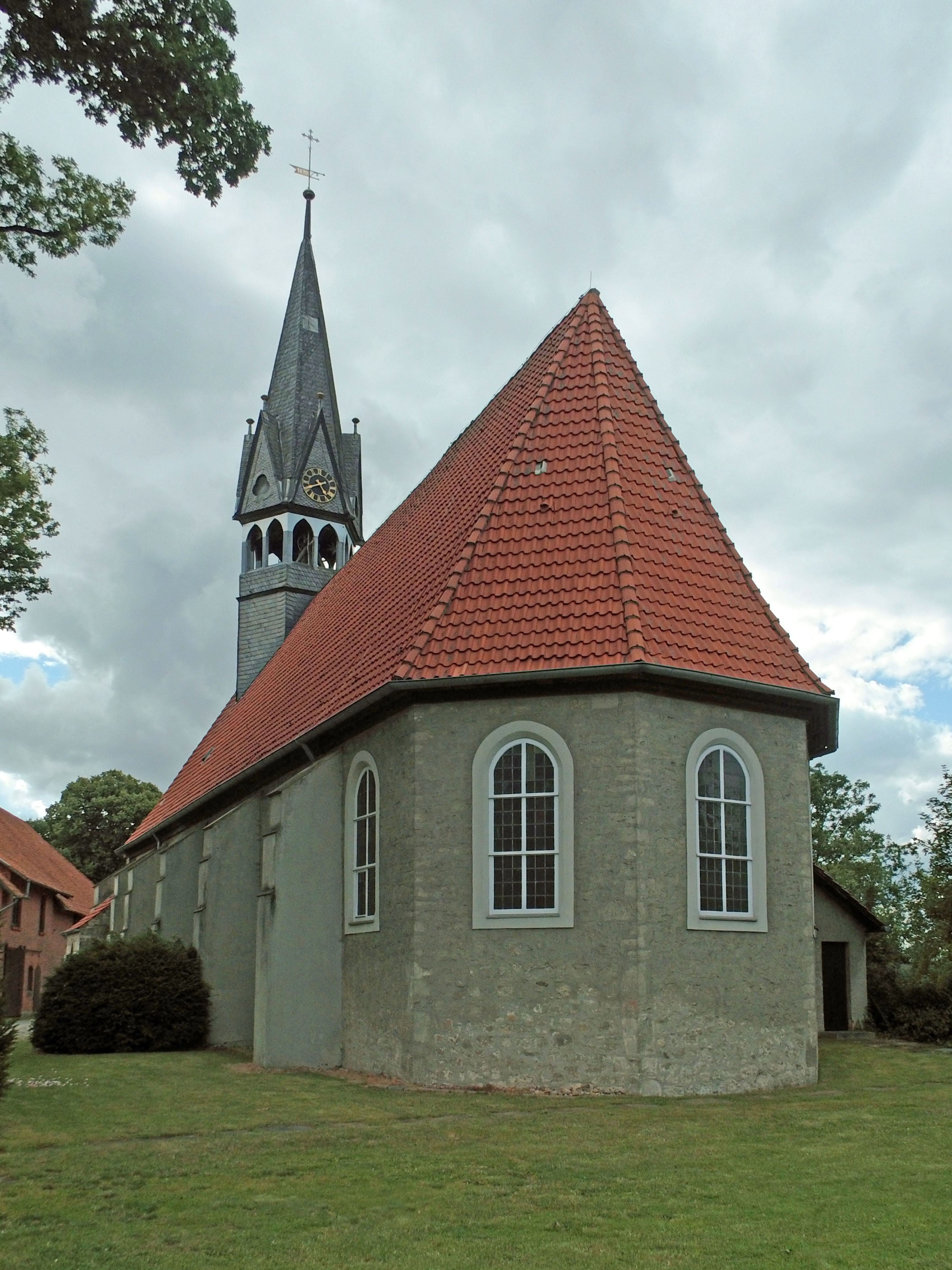
Kirche

Ribbesbüttel ist eine Gemeinde im Landkreis Gifhorn in Niedersachsen.

## Geografie
Ribbesbüttel liegt am Südrand der Lüneburger Heide auf der Papenteicher Hochfläche, etwa 20 km nördlich von Braunschweig und etwa 5 km südlich von Gifhorn. Die Gemeinde gehört der Samtgemeinde Isenbüttel an, die ihren Verwaltungssitz in der Gemeinde Isenbüttel hat. Auf dem Gemeindegebiet, zwischen den Ortschaften Druffelbeck, Warmbüttel und östlich von Vollbüttel fließt der Bach Vollbütteler Riede, westlich von Vollbüttel der Viehmoorgraben. Ribbesbüttel liegt westlich der Bundesstraße 4, die von Braunschweig nach Uelzen führt.
Die Ortsteile der Gemeinde sind:
- Ausbüttel
- Druffelbeck
- Ribbesbüttel (Kernort)
- Vollbüttel mit den Wohnplätzen Klein Vollbüttel und Voßheide
- Warmbüttel

## Geschichte
Ribbesbüttel wurde 1007 als Rikbaldesgebutle erstmals urkundlich erwähnt und gehört siedlungshistorisch zu den Büttel-Ortschaften. Im Mittelalter gehörte der Ort zur Herrschaft der Edelherren von Meinersen, die den Welfen nahestanden. Als Herzog Otto der Strenge von Lüneburg 1316 die Burg Meinersen einnahm, kam Ribbesbüttel zum Fürstentum Lüneburg.
1548 wurde die Burg Ribbesbüttel erwähnt, die auf einem Merian-Stich von 1654 abgebildet ist. Nachdem der Bankier Arthur Löbbecke 1905 das Rittergut Ribbesbüttel von Otto Asche von Mandelsloh (1860–1906) für seinen Sohn Bruno Löbbecke erworben hatte, ließ dieser von 1906 bis 1908 das heutige Herrenhaus nach eigenen Entwürfen errichten. Seit 2021 besteht ein Bestattungswald bei Ribbesbüttel.

## Eingemeindungen
Am 1. März 1974 wurden die Gemeinde Ausbüttel und der Hauptteil der aufgelösten Gemeinde Vollbüttel eingegliedert.

## Politik

### Gemeinderat
Der Rat der Gemeinde Ribbesbüttel setzt sich aus 13 Mitgliedern zusammen. Die Ratsmitglieder werden durch eine Kommunalwahl für jeweils fünf Jahre gewählt.
Bei der Kommunalwahl 2021 ergab sich folgende Sitzverteilung:
| Gemeinderat 2021Insgesamt 13 Sitze - SPD: 5 - Unabh.: 1 - CDU: 7 | Gemeinderatswahl 2021Wahlbet.: 67,48 % (+1,59 %p) %6050403020100 56,1 % (+3,6 %p)38,8 % (−5,0 %p)5,1 % (+1,4 %p) CDUSPDUnabh.c20162021Anmerkungen:c Einzelbewerber Torsten Schöne |

| Wahljahr | CDU | SPD | Gesamt   |
| -------- | --- | --- | -------- |
| 2016     | 7   | 6   | 13 Sitze |
| 2011     | 6   | 7   | 13 Sitze |

### Bürgermeister
Zum ehrenamtlichen Bürgermeister wurde am 15. August 2019 Hans-Werner Buske gewählt.

### Wappen
Anlässlich der Tausendjahrfeier 2007 hat sich die Gemeinde Ribbesbüttel für ein Wappen entschieden.
Blasonierung: „Oben drei balkenbreit schwarz silberne geschacht, unten in Schwarz eine sechsblättrige silberne Rose mit goldenen Butzen.“

## Sonstiges
Ein Teil der Handlung der Kinderoper Wittkopp des Komponisten Hans-Joachim Marx nach einem Libretto von Margret Rettich spielt auf einem fiktiven Bauernhof in Ribbesbüttel.